# Munida amathea
Munida amathea is een tienpotigensoort uit de familie van de Munididae. De wetenschappelijke naam van de soort is voor het eerst geldig gepubliceerd in 1991 door Macpherson & de Saint Laurent.